# La teta i la lluna

La teta i la lluna és una pel·lícula hispanofrancesa de 1994, dirigida per Bigas Luna i guanyadora d'un premi Osella d'Or a la Mostra de Venècia. Bigas Luna tanca la seva trilogia ibèrica amb una història nostàlgica, molt personal i plena de símbols, que evoca vivències i records de l'autor.

## Argument
Tete, un nen de nou anys (Biel Duran), està trist i deprimit per dos motius: com a enxaneta, no assoleix mai arribar a coronar el castell; i com a germà gran, es veu desplaçat pel seu germanet, a qui la mare alimenta donant-li el pit, mentre que ell ha de beure llet de l'ampolla. Tete s'obsedeix per tenir una teta per a ell sol i emprèn una missió personal per trobar el parell de tetes perfecte d'on poder mamar. El complex d'Èdip i la seva obsessió morbosa per les mamelles es concreten quan arriba al poble una ballarina francesa, Estrellita (Mathilda May), força ben dotada, a qui Tete regala una granota. Commoguda per l'afecte que li demostra el nen, la noia es decideix a alletar-lo i satisfa així el seu desig. Malauradament per a Tete, Estrellita rep les atencions de molts homes, incloent-hi la seva parella artística i espòs, Maurice (Gérard Darmon), i el seu amant, un atractiu adolescent, electricista i cantant flamenc, Miquel (Miguel Poveda). Amb tot aquest munt de competidors, podrà satisfer el seu desig el pobre Tete? Finalment, es produeix una escena onírica molt del gust de Bigas Luna en què participen Tete, que aconsegueix escalar el castell, Estrellita, convertida en la mare que li dona el pit, i Miquel vestit d'àngel en un espectacle amb Estrellita i Maurice, que esdevé, de fet, el gigoló de la dona.

## Repartiment
- Biel Duran com a Tete
- Mathilda May com a Estrellita
- Gérard Darmon com a Maurice
- Miguel Poveda com a Miguel
- Abel Folk com el pare
- Laura Mañà com la mare
- Genís Sánchez com a Stallone
- Xavier Massé com l'avi
- Victoria Lepori com La de les tetes
- Xus Estruch com la mare de Stallone
- Jane Harvey com La Caballé
- Vanessa Isbert com la nòvia de Stallone
- Jordi Busquets com el Cap de Colla
- Diego Fernández
- Salvador Anglada com un casteller
- Javier Bardem (en un paper molt petit, que no apareix als crèdits)

## Curiositats
- Els Castellers de Barcelona i els Minyons de Terrassa van participar en el rodatge de les escenes castelleres.[5][6]
- El personatge de Maurice s'inspira en la figura de l'actor marsellès Joseph Pujol, dit Le Pétomane ("L'home pet").
- Segons el crític cinematogràfic italià Morando Morandini, aquesta pel·lícula va ser la primera de la història del cinema (excloses les pornogràfiques) que portava la paraula "teta" al títol.[7]
- El grup d'havaneres Mar Endins va participar en la banda sonora.[8]
- Rodada a Creixell, Reus, Torredembarra, Valls, Tarragona i Barcelona.[9]